# Lễ cưới (người La Hủ)
Lễ cưới của đồng bào dân tộc La Hủ, là rượu và một thứ "quà quý" của rừng - ("quà quý" này nhất thiết phải có thịt sóc rừng). Trò chuyện với nhau, nhà gái thấy bằng lòng thì hai bên cùng uống rượu, nhắm thịt sóc.
Sau lễ dạm là lễ hỏi, hai lễ này cách nhau khoảng bảy, tám ngày. Theo tục lệ, lễ hỏi gồm hai chai rượu và số con sóc phải là số chẵn chứ không được số lẻ, chừng 6 đến tám con. Nhà trai phải "tuân theo" số lượng con sóc của nhà gái: 6 hoặc tám con, vì theo lệ từ xưa, số sóc không được ít hơn 4 nhưng cũng không được nhiều hơn 8. Người làm mối trong lễ hỏi còn là người "đầu bếp", tự tay làm thịt sóc, trình bày các món ăn này sao cho ngon để mời nhà gái.
Khi ăn uống vui vẻ hai bên trao đổi về tiền cưới và thời gian ở rể. Trường hợp nhà rể nghèo, không có bạc trắng, thì anh phải ở lại làm rể ngay tối hôm đó. Thời gian ở rể bây giờ rút xuống còn từ 2 đến 4 năm, thời trước từ 8 đến 12 năm.
Nếu lễ ăn hỏi có số con sóc phải chẵn, thì lễ cưới quy định: đoàn đi đón dâu phải là số lẻ, trong đó có hai ông "mối" và chàng rể. Khi nhà trai đón dâu đi, ông "mối" trao tiền cưới cho nhà gái. Trên đường đi, dù có nhớ bố mẹ, cô dâu cũng không được ngoảnh lại nhìn ngôi nhà cô sinh ra và lớn lên, vì nếu vấp ngã, e sau này vợ chồng có chuyện cãi cọ không hay.
Rước dâu về đến nhà, bà mẹ chồng đã đứng đợi ở cửa. Bà lấy một nắm gạo xoa lên lưng con dâu, ngụ ý "xóa hết cỏ để con dâu không mang cỏ về, trên nương sẽ không có nhiều cỏ mọc". Lại còn tục lệ: bà mẹ chồng trồng hai cây riềng ở hai bên cửa vào nhà, rồi buộc sợi chỉ trắng qua hai cây riềng. Lúc vào nhà, cô dâu đi phía tay trái, chú rể đi phía tay phải, rồi chú rể dùng tay trái, cô dâu dùng tay phải "cắt" đứt sợi chỉ đó, bước vào nhà. Xong thủ tục này hai họ cùng nâng chén chúc những câu tốt lành và ăn uống vui vẻ.